# Ice Hockey (videojuego)
Ice Hockey (アイスホッケー Aisu Hokkē) es un videojuego de 1988 publicado y desarrollado por Nintendo para la consola Nintendo Entertainment System (NES), basado en el deporte homónimo. Primero fue lanzado en Japón y luego en América y algunas regiones PAL. Fue originalmente lanzado para la Family Computer Disk System   (FDS), y luego en diciembre de 2006 fue relanzado para la Consola Virtual de Wii en Japón, América, y algunas regiones PAL. En febrero de 2014 fue relanzado para la eShop de Wii U, así como en Nintendo Switch Online.

## Gameplay
La mecánica de juego de Ice Hockey es similar al hockey sobre hielo de la vida real. El objetivo para ambos equipos empujar el puck con un palo de hockey e introducirlo en la portería contraria. Los equipos están conformados por cinco miembros incluyendo al portero, a diferencia de seis jugadores en la vida real. Los jugadores usan patines que ocupan para movilizarse por todo el campo de juego. Cada juego está comprendido por 3 periodos, la victoria la obtiene el equipo que haya anotado más veces en la portería contraria al finalizar el juego. Si el juego termina en empate, se produce una tanda de penaltis, si después de las mismas, aun persiste el empate, entonces se juega una prórroga sin porteros. Al iniciar, 2 jugadores de ambos equipos se enfrentan en la mitad del campo pra obtener el puck. Hay 3 tipos de jugadores - el tipo delgado, es rápido, débil, y flojo, pero es bueno en los saques; el tipo normal tiene cualidades promedios en cada área, y el tipo gordo es lento y pobre en los saques, pero es muy poderoso en cuanto a resistencia y poder de disparo. La arena tiene un diseño similar al de la vida real. Si un jugador es penalizado por iniciar la pelea este será puesto en el área de castigo por un periodo de tiempo.

## Diferencias entre regiones
Hay ciertas diferencias regionales entre la versión japonesa y las versiones americanas y europeas,  entre ellas están la nacionalidad de los equipos. En la versión japonesa la alineación es la siguiente:  Japón (JPN), Estados Unidos (USA), Checoslovaquia (TCH), Canadá (CAN), Polonia (POL), y la Unión Soviética (URS). Mientras que en la versión americana y europea, Nintendo remueve al equipo japonés e incluye al equipo sueco (SWE).
Además el tema musical principal como el de celebración de anotación son completamente diferentes.

## Recepción
Ice Hockey colocado en el puesto número 142 en la lista de los mejores 200 videojuegos hechos para una consola de Nintendo de la revista Nintendo Power Además fue incluido en el puesto número 100 en la lista de los mejores 100 juegos de NES elaborada por IGN. También fue incluido en el ranking de los 200 más grandes juegos de todos los tiempos de la   Revista EGM, ubicándolo en el puesto número 135.

## Extras
Si el jugador derrota a todos los países en velocidad 5, se le da la oportunidad de cambiar la alinación del equipo oponente controlado por el CPU en la pantalla de alineación.
Para poder jugar sin porteros, se debe dejar pulsados los botones A y B en los dos mandos en la pantalla de presentación y pulsar Start en el mando 1.